# WTA Baku
Das WTA-Turnier von Baku (offiziell: Baku Cup) ist ein Damen-Tennisturnier der WTA Tour, das von 2011 bis 2015 in Aserbaidschans Hauptstadt Baku auf Hartplatz ausgetragen wurde. Das Turnier der WTA-Kategorie „International“ fand erstmals im Jahr 2011 statt und bislang letztmals 2015.

## Siegerliste

### Einzel
| Jahr | Siegerin            | Finalgegnerin      | Ergebnis      |
| ---- | ------------------- | ------------------ | ------------- |
| 2011 | Wera Swonarjowa     | Xenia Perwak       | 6:1, 6:4      |
| 2012 | Bojana Jovanovski   | Julia Cohen        | 6:3, 6:1      |
| 2013 | Elina Switolina     | Shahar Peer        | 6:4, 6:4      |
| 2014 | Elina Switolina     | Bojana Jovanovski  | 6:1, 7:62     |
| 2015 | Margarita Gasparjan | Patricia Maria Țig | 6:3, 5:7, 6:0 |

### Doppel
| Jahr | Siegerinnen                            | Finalgegnerinnen                    | Ergebnis          |
| ---- | -------------------------------------- | ----------------------------------- | ----------------- |
| 2011 | Marija Korytzewa Tazzjana Putschak     | Monica Niculescu Galina Woskobojewa | 6:3, 2:6, [10:8]  |
| 2012 | Iryna Burjatschok Walerija Solowjowa   | Eva Birnerová Alberta Brianti       | 6:3, 6:2          |
| 2013 | Iryna Burjatschok Oksana Kalaschnikowa | Eleni Daniilidou Aleksandra Krunić  | 4:6, 7:63, [10:4] |
| 2014 | Alexandra Panowa Heather Watson        | Iona Olaru Shahar Peer              | 6:2, 7:63         |
| 2015 | Margarita Gasparjan Alexandra Panowa   | Witalija Djatschenko Olha Sawtschuk | 6:3, 7:5          |